# Сыртанов, Барлыбек
Барлыбек Сыртанов (каз. Барлыбек Сыртанұлы; 1866, Семиреченская область — 26 ноября 1914, там же) — общественный деятель, публицист, востоковед.

## Биография
Происходит из рода матай племени найманов. Родился в Арасанской волости Капальского уезда Семиреченской области. Окончив с отличием мужскую гимназию в Верном, в 1886 году поступил на факультет востоковедения Санкт-Петербургского университета. В студенческие годы совместно с Б. Каратаевым, М. Сердалиным, Б. Кулмановым, А. Темировым организовал организацию «Жерлестер». В 1890 году получает диплом с отличием по специальности: арабо-персидские и турецко-татарские языки.
В 1891—1894 работал в казенной палате Туркестанского генерал-губернаторства в Ташкенте.
29 сентября 1894 года назначен заведующим отделением делопроизводства Семиреченского областного управления.
В 1903—1907 участвовал в процессе размежевания границ России и Китая. Инициатор созыва Общекиргизского (ныне именуемого как «Всеказахский») съезда, который нашел поддержку у С. Лапина, Р. Марсекова, Ж. Сейдалина, и Б. Каратаева. Публиковался в журнале «Айкап», газетах каз. «Дала уәләйәтінің газеті» и «Киргизская степная газета». В начале 1910-х разработал «Устав страны казахов» (каз. «Қазақ елінің уставы») — документ, который позже стал фундаментом программы Алаш-Орды.
Умер в 1914 году. Некрологи были написаны М. Тынышпаевым и А. Букейхановым. Похоронен в Капале, на родовом кладбище.